# Monroy (famiglia)
La famiglia Monroy o de Monroy è un'antica famiglia siciliana di ascendenze spagnole, insignita di vari titoli nobiliari, spesso ricordata perché ad essa appartenne il celebre condottiero spagnolo Hernán Cortés Monroy.

## La storia
La famiglia ha origine in Estremadura, dove fu investita della signoria (poi marchesato nel 1644) di Monroy, dalla quale prese nome, di quella di Belvis, della Contea di Deleitosa (1529) e di altre signorie. Per linea maschile discende dalla famiglia Hernán Cortés Monroy, il cui padre Martin Cortés de Monroy anticipò per ragioni successorie il cognome della propria madre Maria Cortés.
La famiglia avrebbe avuto la sua prima presenza in Sicilia sin dalla prima metà del secolo XV con Gonsalvo al seguito di Alfonso V d'Aragona cui diede sostegno per il recupero delle isole di Sardegna e Corsica avendo in ricompensa la possibilità di acquistare nel 1421 per circa 30.000 fiorini d'oro le isole di Malta e Gozo con titolo di Contea dipendente dal Regno di Sicilia, perse dopo pochi anni per una insurrezione popolare, ed altri feudi in Sicilia tra cui Motta Sant'Anastasia e la tonnara di Bonagia.
Il ramo siciliano tuttora fiorente discende da Hernan de Monroy, signore di Deiletosa.  Capostipite dei Monroy in Sicilia fu Ferdinando de Monroy y Monroy, che si trasferisce a Palermo nel 1648; Prefetto di Cavalleria delle armi spagnole in Fiandra nel 1631, cavaliere dell'Ordine di San Giacomo della Spada nel 1636, ambasciatore straordinario in Polonia, Maggiordomo e Primo Cavallerizzo di Don Giovanni d’Austria, Maestro Razionale di cappa e spada del Real Patrimonio, Conservatore del Real Patrimonio,  con privilegio dato il 22 dicembre 1652 divenne anche primo marchese di Garsigliano. Dal matrimonio con Francesca Maria Perollo e Cappasanta ereditò le terre e la signoria di Pandolfina.
Tra le dimore della famiglia in Sicilia sono degne di nota Villa Ranchibile in Piazza don Bosco e Palazzo Pandolfina in via Alloro a Palermo. Villa Cristina a Firenze, oggi sede della Facoltà di Ingegneria appartenne per qualche tempo al Principe di Pandolfina.

## Discendenza
I Monroy giunti in Sicilia con Ferdinando Monroy y Monroy che con il matrimonio con Maria Francesca Perollo acquisiva la baronia di Pandolfina ed ereditava la castellania perpetua di Sciacca, acquisirono poi nel corso dei secoli la signoria di quattro principati, un ducato, due marchesati e altri feudi minori.
La famiglia si divide in tre rami: il primogenito dei Principi di Pandolfina, quello dei Principi di Belmonte per successione Ventimiglia di castello Maniaci dal secolo XIX, e infine i Duchi di Giampilieri.
Il nipote del capostipite siciliano, Ferdinando de Monroy, terzo marchese di Garsigliano, fu il primo principe della casata. Con privilegio dato il 14 febbraio 1733, ottenne il titolo di "principe Monroy", da appoggiarsi sul feudo di Pandolfina. Costui fu governatore del Monte di Pietà di Palermo nel 1728, 1733, 1734, capitano di giustizia della stessa città nel 1741; per matrimonio con Antonia Scuderi acquisì la baronia di Celso.

Alonso de Monroy, secondo principe di Pandolfina, fu ucciso nel 1764 a Salemi nelle sue terre, in un luogo oggi detto Passo del Principe, probabilmente per ragioni passionali. Ad averlo ucciso in quel passo che conduceva alle sue tenute sarebbe stato un "santo sacerdote" a cui il nobile aveva disonorato la cognata. La fantasia popolare vorrebbe invece una donna, come vendicatrice del proprio onore. Su di lui in ogni caso si tramandano storie affidate alla memoria popolare, che evidenziano quanto non fosse amato dai salemitani.
Pronipote di quest'ultimo fu Ferdinando Monroy e Barlotta, quinto principe di Pandolfina e Principe di San Giuseppe de Formosa per eredità Barlotta. Pari di Sicilia, liberale, massone, fu Capo di Stato Maggiore della Guardia Nazionale di Palermo durante la Rivoluzione dal gennaio 1848 al maggio 1849. Esiliato, fu insieme a Ruggero Settimo tra i quarantadue che non ebbero accordata l'amnistìa. Fu commissario della Deputazione che partì da Palermo per offrire la corona di Sicilia al Duca di Genova.
Donna Marianna Ventimiglia di Castello Maniaci (Palermo 17 novembre 1810 - Firenze 15 dicembre 1867), Principessa di Belmonte dal 1832, si unisce in matrimonio a Palermo il 2 settembre 1832 con Don Ferdinando Monroy e Barlotta 5º Principe di Pandolfina. Il ramo primogenito dei Ventimiglia di Belmonte si estinse così nei Monroy di Pandolfina, dando origine ai Monroy Ventimiglia. Il figlio fu il principe Gaetano Monroy Ventimiglia di Pandolfina ( 1837 – 1888)  diplomatico e deputato del Regno d'Italia che sposò Stefania Lanza Branciforte ed ebbe sette figli, tra i quali Eleonora, che sposò il duca Leopoldo Torlonia, Sofia (portatrice del titolo di Principe di Belmonte), che sposò Luigi Hardouin di Gallese e Maria Concetta sposata con Camillo Borghese principe di Vivaro.
La discendenza maschile dei principi di Pandolfina è proseguita dai discendenti di Giuseppe Monroy e Barlotta (1816-1885), Gentiluomo di Camera di S. M. fratello minore del citato Ferdinando, noto come "Conte di Ranchibile", sposato con Maria Anna Lucchesi Palli dei principi di Campofranco.
Tra le figure di maggior rilievo dei Monroy nel XX secolo vi è Alberto Monroy (1913-1986), scienziato e pioniere della biologia molecolare marina. La figlia Beatrice è una nota scrittrice e giornalista.
Ad un altro Alberto Monroy (1883-1959), Generale (e lontano cugino del precedente) fu affidata la reggenza di Palermo in funzione di Sindaco durante il periodo dello Sbarco Alleato nel luglio del 1943. Discendente da questo ramo della famiglia è Donna Anna Monroy Paternò, Marchesa di Spedalotto, ritratta da celebri fotografi quali Slim Aarons e Shobha.
Fra i discendenti anche quel bizzarro conte di Ranchibile, ricordato da Roberto Alajmo nel suo "Repertorio dei pazzi della città di Palermo", che avendo fatto voto di andare in pellegrinaggio in Terra Santa ma non potendovisi recare di persona, decise di percorrere la stessa distanza che intercorre fra Palermo e Gerusalemme fra i viali del suo giardino: fu così che, seguito dal suo cameriere e da un cane, iniziò a girare come un forsennato per i viali finché non ebbe percorso le migliaia di chilometri che separano Palermo da Gerusalemme.